# Nicole Schwab
Pour les articles homonymes, voir Schwab.
Nicole Schwab, née en 1975, est une entrepreneure suisse, cofondatrice en 2009 de l'association EDGE (anglais : Economic Dividends for Gender Equality) après avoir dirigé le Forum des Young Global Leaders de 2004 à 2006.

## Origine et éducation
Fille de Klaus Schwab, fondateur du Forum économique mondial de Davos, Nicole Schwab est diplômée en sciences naturelles à Cambridge et en politiques publiques à Harvard.

## Carrière
Après avoir été chargée de mission en Amérique latine pour la Banque mondiale puis pour le Ministère bolivien de la santé, elle dirige les Young Global Leaders, émanation du Forum économique mondial de Davos pour l'émergence des jeunes talents, âgés de moins de 40 ans.
En 2009, elle crée sa fondation EDGE (anglais : Economic Dividends for Gender Equality),, qui promeut notamment un "label égalité" femmes-hommes,,.
Elle est membre du Conseil d'administration de la Fondation Chanel.

## Distinctions
En 2012, elle est nommée parmi les 20 femmes qui font la Suisse.

## Ouvrages
- The Heart of the Labyrinth, octobre 2014, éditions Womancraft Publishing  (ISBN 978-1910559000), traitant de la spiritualité féminine[8].